# Хартман I фон Дилинген
Хартман I фон Дилинген (на немски: Hartmann I von Dillingen; на латински: Hartmannus comes senior de Dilingen; * малко сл. 1040/ок.1050; † 16 април 1120 или 1121, манастир Нересхайм) е граф на Дилинген на Дунав и основател на манастир Нересхайм в Баден-Вюртемберг.

## Биография
Той е син на граф Хуполд III фон Дилинген († 1074) и съпругата му Аделхайд фон Герхаузен († сл. 1075). Внук е на граф Манеголд II фон Дилинген († сл. 1003).
Хартман I фон Дилинген се жени ок. 1065 или 1070 г. за наследничката Аделхайд фон Винтертур-Кибург († 1118/сл. 1 март 1125), дъщеря на граф Адалберт II фон Винтертур († 18 юни 1053). Той получава чрез женитбата си големи територии в Северна Швейцария в Тургау и замък Кибург. За тяхната защита той разширява замък Кибург в днешния Кантон Цюрих.
През 1095 г. Хартман и съпругата му основават августинския манастир Нересхайм и през 1106 г. го правят бенедиктинско абатство. Манастирът става домашен манастир и гробно място на фамилията на графовете на Дилинген. Дъщеря му Матилда става абатиса на манастира.
Хартман I фон Дилинген се занимава със заселването и култивирането на Хертсфелд. Дъщеря му Аделхайд построява манастир Цвифалтен, в който по-късно влиза, както по-късно също влиза и сестра ѝ Хедвиг.
В края на живота Хартман I си се оттегля като монах в Нересхайм, където умира на 16 април 1121 г. и е погребан там при умрялата му още през 1118 г. съпруга.

## Деца
Хартман I фон Дилинген и Аделхайд фон Винтертур-Кибург имат шест деца:
- Хартман II фон Дилинген († 21 ноември 1134), граф на Дилинген
- Адалберт I фон Кибург-Дилинген († 12 септември 1151), граф на Кибург (1096), граф на Дилинген (1134), женен пр. 12 септември 1151 г. за Мехтилд фон Мьорсберг (Графство Неленбург) († между 12 март 1152 и 1180)
- Улрих I фон Кибург-Дилинген († 27 август 1127), епископ на Констанц (1111 – 1127)
- Матилда фон Дилинген († 29 ноември), абатиса на манастир Нересхайм
- Аделхайд фон Дилинген († 1 декември 1141, Цвифалтен като монахиня), омъжена за граф Улрих I фон Гамертинген († 18 септември 1110), син на Арнолд фон Гамертинген († 1090)
- Хедвиг фон Дилинген († 11 април), монахиня в Цвифалте

## Галерия
- Дворец Дилинген на Дунав
- Дворец Кибург в село Кибург в Кантон Цюрих
- Абатство Нересхайм (2016)